# Apollophanes
Apollophanes Soter (Tiếng Hy Lạp: Ἀπολλοφάνης ὁ Σωτήρ, Soter có nghĩa là "Vị cứu tinh, trị vì khoảng từ năm 35 TCN - 25 TCN) là một vị vua Ấn-Hy Lạp ở khu vực miền đông và miền trung Punjab, ngày nay là Ấn Độ và Pakistan. Có rất ít điều được biét về ông, trừ một số tiền xu của ông hiện còn sót lại. Niên đại của ông được xác định theo Osmund Bopearachchi. Trước đó các học giả, như Giáo sư Ahmed Hasan Dani, W.W.Tarn và A.K. Narain cho rằng Apollophanes đã cai trị trong giai đoạn trước đó, nhưng phong cách và nơi tìm thấy các đồng tiền của ông đã chỉ ra một điều rõ ràng rằng ông thuộc dòng cuối cùng của vị vua Ấn-Hy Lạp ở miền đông, không lâu trước khi họ đã bị xâm chiếm hoàn toàn bởi áp lực từ người Ấn-Scythia.
Ông có thể là một người họ hàng của vua Apollodotus II Soter bởi vì cả hai vị vua cùng sử dụng danh hiệu Soter (Vị Cứu tinh), có tên liên quan đến thần Apollo và sử dụng hình ảnh Pallas Athene trên đồng tiền của họ.
Apollophanes đã cho ban hành những đồng drachm bằng bạc kém chất lượng, được đúc với chỉ một chữ viết lồng duy nhất và chất lượng nghệ thuật kém. Ông dường như chỉ là một lãnh chúa địa phương. 